# بلقين بن زيري
أبو الفتوح بلقين بن زيري (تنطق: بولوغين) (بالأمازيغية: ⴱⵓⵍⵓⵖⵉⵏ ⵎⵎⵉⵙ ⵏ ⵣⵉⵔⵉ) إسمه الكامل هو أبو الفتوح سيف الدولة بلقين بن زيري بن مناد الصنهاجي يعد مؤسس الدولة الزيرية كانت عاصمة الدولة بمدينة أشير وسط الجزائر ثم تولى حكم جميع المغرب الإسلامي، بعد أن استخلفه المعز لدين الله الفاطمي على إفريقية عند توجهه إلى مصر بعدما صارت عاصمة الدولة عوض المهدية. وكان استخلافه إياه سنة 361هـ. استقر بالقيروان وأمر الناس بالسمع والطاعة له، وسلم إليه البلاد، وخرجت العمال وجباة الأموال باسمه، وأوصاه المعز بأمور كثيرة، وأكد عليه في فعلها. نجح بلقين في أن يقضي على الفتن الداخلية وعلى الثورات القبائلية المجاورة على حدود البلاد، وحقق استقراراً كبيراً بالبلاد إلى أن مات سنة 373 هـ 984م فخلفه ابنه المنصور بن بلقين، وكان من أعدل بني زيري، فاستعمل السياسة والعنف معاً، ونجح في تصفية خصومه باللين والحكمة والترهيب كذلك.

## حياته
يعد بلقين بن زيري بن مناد الذي كان حاكم المغرب الأوسط، وفي ظل حكم أبيه أعاد إعمار مدينة الجزائر على أنقاض مدينة إيكوسيم القديمة وذلك سنة 960م، وكذلك مدن المدية ومليانة، واهتم ببناء القرى وتحصينها.
بعد وفاة والده زيري بن مناد سنة 971م، ورث الحكم عن والده، فعينه الخليفة الفاطمي بعد رحيله إلى مصر والياً على إفريقية والمغرب الإسلامي كله وتوجه نحو القيروان واتخذها عاصمة له، دخل في صراعه مع جعفر بن حمدون من بني برزال في المسيلة المستقوي بكتامة  أصبح بولائه لخليفة قرطبة الحكم المستنصر بالله ثم انتقل جعفر بن حمدون بعدها إلى الأندلس وأصبح فارساً بالأندلس فتبعته مجموعة كبيرة من أفراد قبيلته بني برزال أيضاً وأصبحوا كتيبة فرسان الخلافة الأموية في الأندلس.
بعدها تمكن بلقين من السيطرة على أكثر المغرب الإسلامي، ولقبه الخليفة بأبي الفتوح وسيف الدولة، فتح بولوغين كل من طرابلس وسرت وبرقة، واتجه إلى فاس وسجلماسة وسيطر عليها فدانَ له أكثر بلاد المغرب الإسلامي و صقلية .

## وفاته
توفي بلقين بن زيري بن مناد سنة 984م، وخلفه إبنه المنصور بن بلقين (984-995)
توجد اليوم بلدية بولاية الجزائر تحمل اسم بولوغين تكريماً له.